# مخزن الأسرار

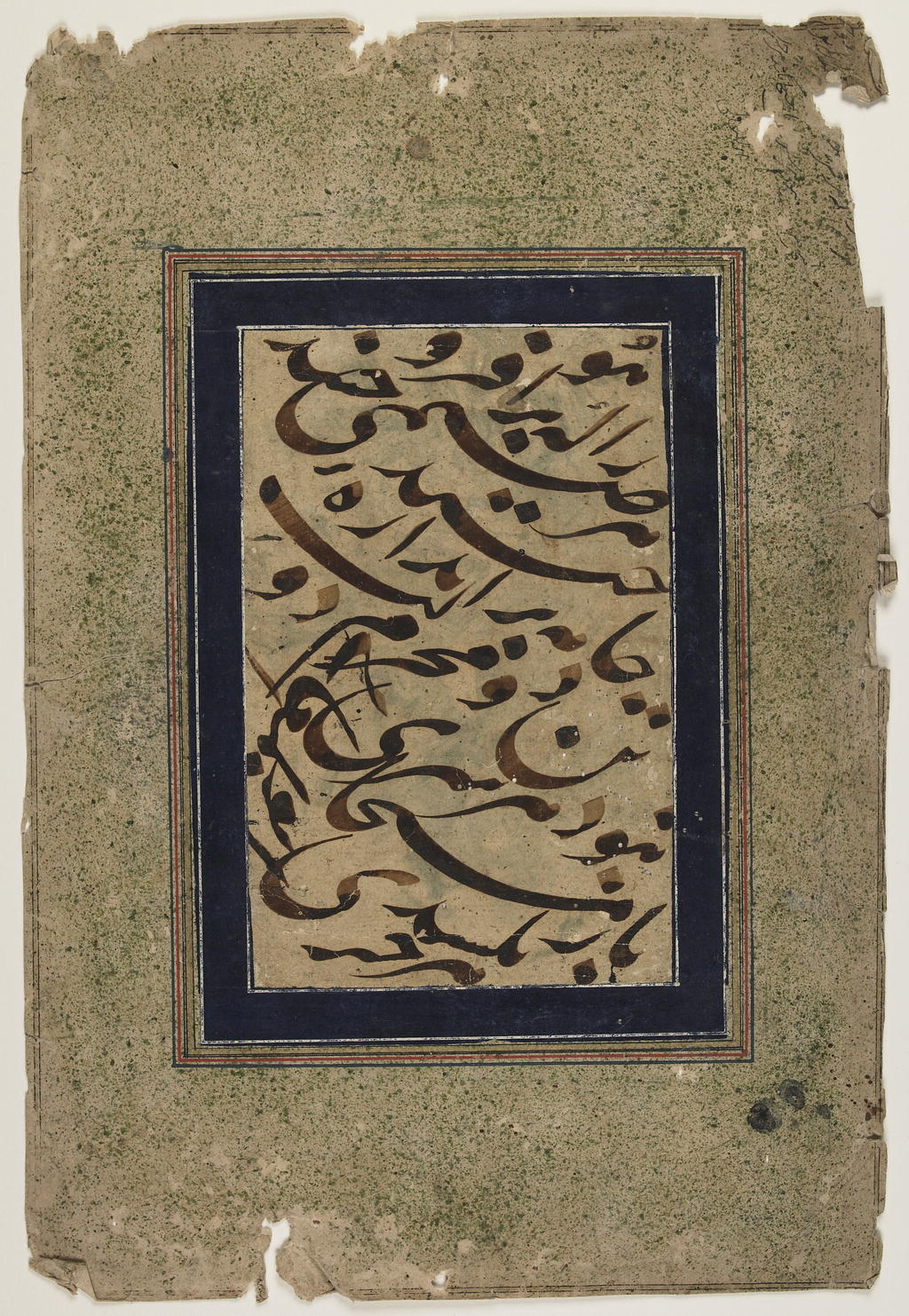
صفحة خطية من مخزن الأسرار لنظامي الكنجوي بخط النستعليق.

مخزن الأسرار هي قصيدة مثنوية شهيرة للشاعر الفارسي نظامي الكنجوي (1141-1209). وأول قصائد نظامي الخمس الطويلة المعروفة مجتمعة باسم الخمسة. وهو عمل تعليمي وفلسفي يتكون من حوالي 2250 مُربعة فارسي. انتهى من كتابته عندما كان نظامي في الأربعين من عمره، ومنذ ذلك الحين يُعتبر من أهم الأعمال الشعرية والمكتوبة في الأدب الفارسي.

## حبكة
الهدف الرئيس من كتاب مخزن الأسرار هو دعوة الناس إلى معرفة الذات وعلم الكلام واختيار العادات والسلوكيات الجيدة. تبدأ القصيدة بالاستدعاء التقليدي لاسم الله (البسملة):

| بسم الله الرحمن الرحیم هست کلید در گنج حکیم | بسم الله الرحمن الرحيم إنها (عبارة البسملة) مفتاح خزانة الله الحكيم. |

بعد ذلك يشير المؤلف إلى أحد المبادئ الرئيسة التصوف: وحدة وجود الله ووجوده الواجب. يحتوي مخزن الأسرار على الكثير من النقاط والنصائح الصوفية التي يتم تقديمها للجمهور في شكل قصص غنائية.
وفقًا للعالم حميد رضا شايكنفر، يمكن تصنيف الموضوعات الرئيسة في مخزن الأسرار على النحو التالي: أولًا، حول إهمال الإنسان في العالم؛ ثانيًا، حول عدم موثوقية العالم وعدم استقراره؛ ثالثًا، حول علاقة الإنسان بالله؛ رابعًا، حول القضايا الاجتماعية؛ وأخيرًا، حول السياسة والحكومة.
يقول نظامي إنه عندما أراد تأليف مخزن الأسرار، كأن ملاكًا قال له "إنك تريد أن تكتب الشعر للناس، لذا يجب أن تعرف ما تريد أن تغنيه. فصقِّل نفسك بقلبك واتبع قلبك حتى تتمكن من بناء نفسك". ثم يقول نظامي أنه اتبع كلام الملاك واتبعت "معلم القلب". ومنذ ذلك الحين، يتحدث عن الليالي التي كان يتأمل فيها بقلبه. هذه الآيات معقدة وجميلة في نفس الوقت. يمكن اعتبارها النصوص السريالية الأولى في الأدب العالمي. لأنه يتحدث عن قضايا مشابهة للنصوص السريالية. حتى أنه يذهب إلى حد القول "لقد دخلت إلى قلبي ورأيت بيوته"

## المقتطف
يحتوي "مخزن الأسرار" على 60 جزءًا، والقصيدة التالية من الجزء 15 بعنوان "في وصف الليل ومعرفة القلب":

| دور شو از راهزنان حواس راه تو دل داند دل را شناس | ابتعد عن قطاع الطرق انتباهك القلب يعرف طريقك، تعرف على قلبك |

| عرش روانی که ز تن رسته‌اند شهپر جبریل به دل بسته‌اند | إن الصوفيين الذين هربوا من أجسادهم رُبطَت قلوبهم بأجنحة جبرائيل العظيمة |

| وانکه عنان از دو جهان تافتست قوت ز دیواره دل یافتست | من نجا من العالمين وجد القوة [للقيام بذلك] في جدران قلبه |

## تاريخ التأليف
نظرًا لأن الكتاب نفسه لا يذكر تاريخ التأليف بشكل مباشر أو غير مباشر، كما أنه في أعمال أخرى موثوقة لم يتم ذكر التاريخ الدقيق لإنشاء هذا العمل، فلا يمكن تحديد تاريخه على وجه اليقين؛ ومع ذلك، بالنظر إلى أن نظامي يعطي تواريخ أخرى دقيقة للغاية للأعمال، وعمر الطفل ومواد التواريخ الأخرى في أعماله الأخرى، وكذلك من خلال فحص تاريخ أذربيجان وأران، والدراسات المقارنة، يمكن القول إن هذا العمل قد تم إنشاؤه بين عامي 1165 و1173 (ربما قريبًا من عام 1173).

## الإهداء
أهدى نظامي الكنجوي الكتاب إلى فخر الدين بهرمشاه، حاكم أرزينجان في ذلك الوقت.

## الترجمات
تمت ترجمة الكتاب إلى اللغة الإنجليزية، الألمانية، والتركية، والكردية، والروسية.

## طالع أيضًا
- خسرو وشيرين
- ليلى والمجنون
- هفت بيكار
- النجاة

## قراءة إضافية
- Soucek، Priscilla (1988). "The New York Public Library "Makhzan al-asrār" and Its Importance". Ars Orientalis. ج. 18: 1–37. ISSN:0571-1371. مؤرشف من الأصل في 2024-08-10.

## روابط خارجية
- النص الفارسي الكامل على Ganjoor.net